# 花山街道 (娄底市)
花山街道，是中华人民共和国湖南省娄底市娄星区下辖的一个乡镇级行政单位。

## 行政区划
花山街道下辖以下地区：
铁东社区、铁西社区、神童湾社区、大桥社区、花山社区、清潭社区、山塘社区、思塘社区、观化社区和对江社区。